# Joep Bertrams

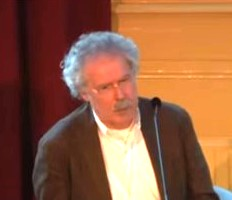
Joep Bertrams (2015)

Joep Bertrams (* 7. März 1946 in Roermond) ist ein niederländischer politischer Cartoonist, der in Amsterdam lebt und arbeitet.

## Leben und Werk
Bertrams ist 1946 in Roermond geboren und schloss 1972 sein Studium an der Koninklijke Academie van Beeldende Kunsten ab.
Seine berufliche Karriere begann mit Illustrationen in Gewerkschaftsmagazinen. 1977 startete er damit Kinderbücher zu schreiben und zu illustrieren. Er illustrierte Werke der niederländischen Kinderbuchautoren Karel Eykman, Veronica Hazelhoff, Imme Dros und Henri van Daele. Seit 2004 produziert er animierte politische Cartoons, die wöchentlich in dem Politmagazin NOVA des Fernsehsenders Niederlande 3 gezeigt werden.
Bertrams war von 1988 bis 2011 als politischer Cartoonist für die Tageszeitung Het Parool tätig. Seit 2011 zeichnet er für die Wochenzeitung De Groene Amsterdammer.
Bertrams war Dozent an der AKI in Enschede.
In Deutschland sind die politischen Zeichnungen von Joep Bertrams gelegentlich in Die Zeit und der Süddeutschen Zeitung zu sehen.

## Auszeichnungen
- 1986: Zilveren Penseel für die Illustration des Kinderbuches Salamanders vangen von Wiel Kusters.
- 1989: Zilveren Penseel für das Kinderbuch Johan Edelgans
- 2002: Ton Smits penning des niederländischen Cartoonistenverbands De Tulp für sein Lebenswerk[5]
- 2005: Preisträger des Inktspotprijs für politische Cartoons[6]